# Kamenice (vattendrag i Tjeckien, lat 50,87, long 14,24)
Kamenice är ett vattendrag i Tjeckien. Det ligger i den norra delen av landet, 90 km norr om huvudstaden Prag.